# Chalepoxenus tauricus
Chalepoxenus tauricus là một loài kiến thuộc họ Formicidae. Đây là loài đặc hữu của Ukraina.